# ずかんミュージアム銀座
ZUKAN MUSEUM GINZA powered by 小学館の図鑑NEO（ずかんミュージアム銀座）は、東京都中央区銀座に位置する東急プラザ銀座の6階にある体験型施設。
ずかんミュージアム有限責任事業組合（佐々木ホールディングス株式会社、株式会社小学館、株式会社エイド・ディーシーシー、株式会社ドリル、株式会社電通、株式会社サニーサイドアップ、株式会社朝日新聞社）が運営している。

## 概要
同施設のコンテンツは、『小学館の図鑑NEO』シリーズに掲載している生き物から選定され、株式会社エイド・ディーシーシーが企画・制作を担当した。
また、同施設で使用されているプロジェクションマッピング装置にはパナソニック製が導入されている。

## 館内施設
書籍のページをめくるだけでは体験できない生き物のリアルな生態をデジタルで再現した映像で学ぶことができる。施設内では1日24時間を24分に凝縮して、朝・昼・夕方・夜と変化する風景や、天候・環境の変化、時間によって活動が変わる生き物の様子を知ることができる。「地球の自然」を体感し、発見を繰り返すことで知的好奇心を掻き立てる仕組みとなっている。

### ゾーン
施設内は5つのゾーンで構成されていて、各ゾーンに足を踏み入れる度に、冒険を始める前に来場者に渡された、生き物を検知・記録するためのナビゲーター「記録の石」が生き物たちの生態を知る手助けをしてくれる。
第1章
- 「アントビューゾーン」- 雑木林の中をアリ目線で観察する
- 「ウォーターフォールゾーン」- 川の生き物と出会うことができる
- 「ディープフォレストゾーン」- 暖地の森と寒地の針葉樹の生き物と出会うことができる
- 「アンダーウォーターゾーン」- 世界各地の淡水にすむ生き物と出会うことができる
- 「ワイルドフィールゾーン」- サバンナのような草原や草がまばらに生えた乾燥地帯にすむ生き物に遭遇することができる

第2章
- 「ディープシーゾーン」- 第2章から「アントビューゾーン」との入れ替わりで誕生したゾーン。深海を探検する

## 沿革
- 2021年（令和3年）7月16日 - 東京都中央区銀座の東急プラザ銀座 6Fに開館。
- 2022年（令和4年）7月15日 - 開業1周年を記念して、「第二章/新たな生き物に出会う旅」と題したバージョンアップ版へとコンテンツを変更[6]。

## 監修・協力
- 成島悦雄 (元井の頭自然文化園園長、哺乳類・鳥類)
- 小池啓一 (群馬大学名誉教授、昆虫)
- 松井正文 (京都大学名誉教授、両生類・はちゅう類)
- 松浦啓一 (国立科学博物館名誉研究員、魚類)
- 阿部浩志 (ruderal inc.)
- 窪寺恒己 (国立科学博物館名誉研究員、ダイオウイカ)
- 小枝圭太 (琉球大学助教、ラブカ・リュウグウノツカイ)